# SC Oberlahnstein
SC Oberlahnstein – niemiecki klub piłkarski z siedzibą w mieście Lahnstein (w dzielnicy Oberlahnstein – do 1969 samodzielne miasto), w kraju związkowym Nadrenia-Palatynat, działający w latach 1909–1973 (od 1973 roku jako Eintracht Lahnstein).

## Historia
Klub został założony jako SG Oberlahnstein w 1909 roku. W 1945 rozwiązany i na nowo założony pod tą samą nazwą. W 1947 połączył się z TG Oberlahnstein, a w 1949 zmienił nazwę na SC Oberlahnstein.
W 1973 połączył się z SV Niederlahnstein tworząc Eintracht Lahnstein.

## Sukcesy
- 9 sezonów w Amateurlidze Rheinland (jako 3. poziom): 1960/61-64/65 i 1969/70-72/73.
- mistrz Bezirksliga Rheinland Gruppe Mitte (4. poziom): 1960 i 1969 (awanse do Amateurligi Rheinland)
- wicemistrz Amateurliga Rheinland (3. poziom): 1962 i 1973
- 3. miejsce w Amateurlidze Rheinland (3. poziom): 1963 i 1970